# 菲拉托韋
50°10′10″N 35°40′34″E / 50.16944°N 35.67611°E
菲拉托韋（烏克蘭語：Філатове）是位於烏克蘭東部的村莊，由哈爾科夫州博霍杜希夫區的博霍杜希夫市鎮負責管轄。該村始建於1663年，面積0.65平方公里，海拔高度145米，2001年人口81，人口密度每平方公里125人。